# (1631) Kopff
(1631) Kopff es un asteroide que forma parte del cinturón de asteroides y fue descubierto por Yrjö Väisälä el 11 de octubre de 1936 desde el observatorio de Iso-Heikkilä, Finlandia.

## Designación y nombre
Kopff recibió al principio la designación de 1936 UC.
Posteriormente se nombró en honor del astrónomo alemán August Kopff (1882-1960), descubridor de varios asteroides.

## Características orbitales
Kopff orbita a una distancia media del Sol de 2,236 ua, pudiendo acercarse hasta 1,76 ua. Tiene una excentricidad de 0,213 y una inclinación orbital de 7,49°. Emplea en completar una órbita alrededor del Sol 1222 días.